# Книжный клуб (фильм, 2018)
«Книжный клуб» (англ. Book Club) ― американская романтическая комедия 2018 года и режиссёрский дебют Билла Холдермана. Фильм был выпущен 18 мая 2018 года компанией Paramount Pictures и получил смешанные отзывы критиков, но актёрский состав фильма получил высокую оценку. Он имел кассовый успех, собрав более 104 миллионов долларов по всему миру при бюджете в 14 миллионов долларов.

## Сюжет
Четыре женщины посещали книжный клуб в течение 40 лет, общались по предложенной литературе и стали очень хорошими друзьями. Вивиан, которая владеет и строит отели, встречает Артура, мужчину, чье предложение руки и сердца она отвергла 40 лет назад. Они начинают флиртовать, но Вивиан всегда отказывалась остепениться, потому что наслаждается своей независимостью. Диана недавно овдовела, и её дочери хотели бы, чтобы она переехала поближе к ним в Аризону, потому что они считают, что она в опасности, так как живёт одна. Шарон — федеральный судья, которая не замужем с тех пор, как развелась с отцом своего сына более 18 лет назад. У Кэрол удачный брак с Брюсом, который недавно вышел на пенсию, но в последнее время им не хватало близости.
Однажды они читают роман «Пятьдесят оттенков серого», который возбуждает их. Рассматривая его как сигнал к пробуждению, они решают расширить свою жизнь и преследовать удовольствия, которые ускользали от них. Отправившись навестить своих дочерей в Аризону, Диана встречает Митчелла, и у них завязываются отношения, хотя Диана не торопится их развивать из-за того, что недавно умер её муж. Вивиан проводит больше времени с Артуром, но её страх перед обязательствами заставляет её держать его на расстоянии. Кэрол расстроена отказом мужа заняться с ней сексом, и, прочитав книгу, она понимает, что им чего-то не хватает. Шарон заводит учётную запись онлайн-знакомств, чтобы снова ходить на свидания с мужчинами.
Они продолжают читать другие части «На пятьдесят оттенков темнее» и «Пятьдесят оттенков свободы» в своем книжном клубе, пытаясь понять, как решить свои проблемы. Дочери Дианы продолжают давить на неё, чтобы она переехала в Аризону, но она не хочет расставаться со своими друзьями. Она сбегает, чтобы повидаться с Митчеллом, и когда её дочери не могут до неё дозвониться, они посылают полицию на её поиски. Обнаружив её у Митчелла, они настаивают на том, чтобы она переехала в подвал одного из их домов, по сути положив конец её отношениям с Митчеллом. В конце концов Диана говорит своим дочерям, что, хотя она старше, ей не нужно находиться под наблюдением. Она собирает свои вещи и уезжает к Митчеллу, где они возобновляют свои отношения.
Артур просит Вивиан посвятить себя отношениям, и она отказывается, несмотря на заверения Артура в том, что он хочет, чтобы она продолжала быть независимой. Вскоре после того, как Артур уезжает в аэропорт, Вивиан понимает, что совершила ошибку, и пытается догнать его. Она скучает по его самолёту, но когда она возвращается в свой отель, она обнаруживает, что Артур ждет её, и они возобновляют свои отношения.
Кэрол, расстроенная тем, что Брюс отказывается заниматься с ней сексом, пробует разные способы соблазнить его, но он совершенно не обращает на это внимания. В конце концов она подсыпает ему в пиво лекарство от эректильной дисфункции, но он злится, потому что проблема не в этом, и они продолжают воздержание от секса. Брюс признает, что у него стресс из-за того, что он вышел на пенсию, и он не знает, чем себя занять. В конце концов они примиряются после того, как вместе потанцевали на шоу талантов по сбору средств.
После нескольких свиданий с мужчинами, с которыми она знакомится онлайн, Шарон решает, что это не для неё. Она произносит речь на вечеринке по случаю помолвки своего сына, где понимает, что каждый заслуживает того, чтобы быть влюбленным и счастливым. Она снова открывает свой аккаунт онлайн-знакомств в надежде найти кого-нибудь.

## В ролях
- Дайан Китон ― Дайан
- Джейн Фонда ― Вивиан
- Кэндис Берген ― Шарон
- Мэри Стинберджен ― Кэрол
- Энди Гарсиа ― Митчелл
- Дон Джонсон ― Артур
- Крэйг Т. Нельсон ― Брюс
- Ричард Дрейфус ― Джордж
- Алисия Сильверстоун ― Джилл
- Кэти Аселтон ― Эдриэнн
- Эд Бегли-младший ― Том
- Уоллес Шон ― Дерек
- Лили Бордан ― Ирен
- Мирси Монро ― Шерил

## Производство
В мае 2017 года было объявлено, что Дайан Китон, Джейн Фонда и Кэндис Берген присоединились к актёрскому составу фильма, режиссёром которого выступил Билл Холдерман по сценарию, написанному им самим и Эрин Симмс. В июле 2017 года Мэри Стинберген присоединилась к актёрскому составу, а в августе 2017 года к актёрскому составу присоединились Энди Гарсия, Дон Джонсон, Крейг Т. Нельсон, Ричард Дрейфусс, Эд Бегли-младший, Уоллес Шон, Алисия Сильверстоун, Томми Дьюи и Кэти Аселтон.
Основная съемка началась в августе 2017 года в окрестностях Санта-Клариты, штат Калифорния.

## Выход
В ноябре 2017 года Paramount Pictures приобрела права на распространение фильма в США, Великобритании и Франции. Он был выпущен 18 мая 2018 года.

## Сборы
Книжный клуб собрал 68,6 миллиона долларов в Соединённых Штатах и Канаде и 35 871 892 доллара на других территориях, на общую сумму 104,4 миллиона долларов по всему миру при производственном бюджете в 14,1 миллиона долларов.

## Критика
На сайте обзоров Rotten Tomatoes фильм получил рейтинг одобрения 54%, основанный на 186 отзывах, и средний рейтинг 5,4/10. Консенсус критиков на веб-сайте гласит: «Книжный клуб» лишь периодически поднимается до уровня впечатляющего актёрского состава ветеранов, к счастью, их более чем достаточно, чтобы оживить развлекательный материал. На Metacritic фильм имеет средневзвешенный балл 53 из 100, основанный на 37 критиках, что указывает на смешанные или средние отзывы. Зрители, опрошенные Cinematic, дали фильму среднюю оценку A– по шкале от A + до F, в то время как, по сообщению PostTrak, кинозрители дали ему 4 звезды из 5.